# Johann Reiffenstein
Johann Reiffenstein, auch Johannes Reiffenstein, (* um 1507; † Frühsommer 1528 im Taunus) war ein deutscher Humanist und Freund Martin Luthers und Philipp Melanchthons. Er war der Erste, der die Dichtungen Melanchthons in Druck herausgab und so für die Nachwelt erhielt, da dieser seine dichterische Begabung selbst als nicht bedeutend genug einschätzte.

## Leben
Er ist der jüngste Sohn des Königsteiner Schultheißen Wilhelm Curio Reiffenstein und der Elisabeth Schäffner aus Bommersheim. Der Humanist Wilhelm Reiffenstein ist sein Bruder.
Johann Reiffenstein war ein hochbegabtes und sehr frühreifes Kind, das sich bereits in jungen Jahren für die Ideen des Humanismus begeisterte. Zwischen 1520 und 1522 studierte er in Löwen und hörte dort u. a. Erasmus und Goclenius, zu denen er ein persönliches Verhältnis aufbaute.
Im Februar 1523 ging Reiffenstein nach Wittenberg und hört dort Luther und Melanchthon. Besonders Letzterem fühlte er sich sehr eng verbunden. Er sammelte dessen Werke der Dicht- und Redekunst und gab diese gemeinsam mit einigen Werken anderer Humanisten im Alter von Anfang Zwanzig im Januar 1528 unter dem Titel Farrago Aliqvot Epigrammatvm, Philippi Melanchthonis, & alioru[m] quorundam eruditorum. Opusculum sanË elegans ac nouum gemeinsam mit Jacob Micyllus (1503–1558) in Hagenau bei Johann Setzer heraus.
Nur wenige Monate nach dem Erscheinen dieses Werkes kam Johann Reiffenstein im Frühsommer 1528 bei der Jagd in der Nähe von Königstein im Taunus durch einen Schlagfluss ums Leben. Er war dorthin von seinem Mitautor Micyllus und dem Grafen Ludwig zu Stolberg eingeladen worden. Sein durch Überarbeitung geschwächter jugendlicher Körper war jedoch den Anstrengungen der für ihn ungewohnten Jagd nicht gewachsen, so dass er unerwartet zu Tode kam. Micyllus schilderte später, als er bereits ein vielgelesener neulateinischer Dichter war, die Todesumstände seines Jugendfreundes.